# Marta Santos
Marta Santos (ur. 25 grudnia 1988) – angolska piłkarka ręczna występująca na prawej stronie. Występuje w angolskim klubie Petro Atlético. Swój pierwszy duży turniej rozegrała podczas Letnich Igrzysk Olimpijskich w 2012 roku w Londynie.